# Fokker
A Fokker foi uma empresa de fabricação de aviões dos Países Baixos fundada em 1912 por Anthony Fokker, um polêmico empresário que se tornou fornecedor de aeronaves de guerra durante a 1ª Guerra Mundial, foi uma das empresas pioneiras na fabricação em série de aviões militares e comerciais. A holandesa Fokker declarou falência em 1996, após algumas tentativas fracassadas de salvamento do fabricante pela corporação Daimler Chrysler / Dasa Aviation.

## Histórico

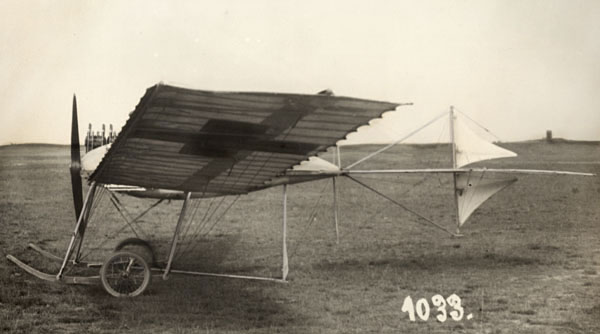
O primeiro avião de Fokker,
o "Spin" ("Aranha"), 1910.

### Fokker na Alemanha
Aos 20 anos, enquanto estudava na Alemanha, Anthony Fokker construiu sua aeronave inicial, o "Spin" ("Aranha") – o primeiro avião construído na Holanda a voar em seu país natal. Aproveitando as melhores oportunidades na Alemanha, mudou-se para Berlim, onde em 1912 fundou sua primeira empresa, a Fokker Aeroplanbau, mudando-se mais tarde para o subúrbio de Görries [de], a sudoeste de Schwerin (a 53° 36′ 45,9″ N, 11° 22′ 31,6″ L), onde a atual empresa foi fundada, como Fokker Aviatik GmbH, em 12 de fevereiro de 1912.

### Primeira Guerra Mundial
Fokker aproveitou a venda de vários monoplanos "Fokker Spin" para o governo alemão e montou uma fábrica na Alemanha para abastecer o exército alemão na Primeira Guerra Mundial. Seu primeiro novo projeto para os alemães a ser produzido em qualquer número foi o Fokker M.5, que era pouco mais que uma cópia do Morane-Saulnier G, construído com tubos de aço em vez de madeira para a fuselagem, e com pequenas alterações no contorno do leme e trem de pouso além de uma nova seção de aerofólio. Quando se percebeu que armar esses "batedores" com uma metralhadora disparando através do arco da hélice era desejável, Fokker desenvolveu um mecanismo sincronizador semelhante ao patenteado por Franz Schneider.

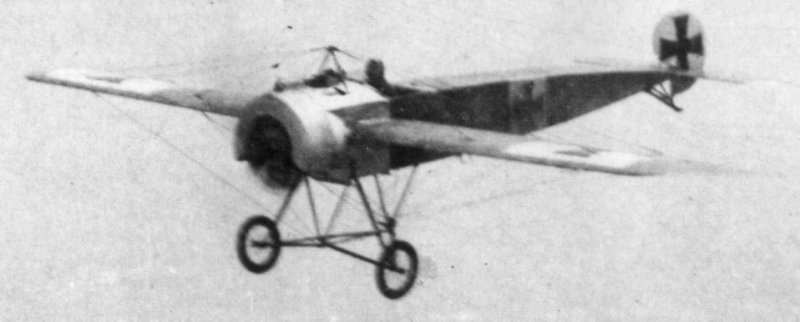
Um Fokker Eindecker em voo (1916).

Utilizando uma versão desenvolvida desse equipamento, o "M.5" tornou-se o Fokker Eindecker, que devido ao seu armamento revolucionário, tornou-se uma das aeronaves mais temidas sobre a frente ocidental, sua introdução levando a um período de superioridade aérea alemã conhecido como o "Flagelo Fokker" que só terminou com a introdução de novas aeronaves como o Nieuport 11 e o Airco DH.2.

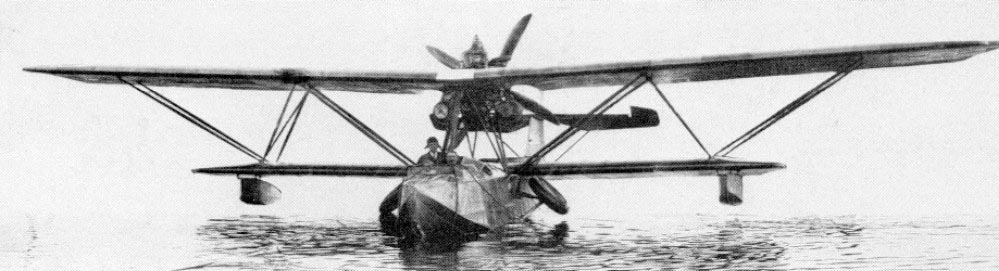
Fokker B.I (1922).

Durante a Primeira Guerra Mundial, os engenheiros da Fokker trabalharam na Fokker-Leimberger, uma metralhadora Gatling de 12 canos com alimentação externa na munição de 7,92×57mm que diziam ser capaz de disparar mais de 7.200 tiros por minuto.

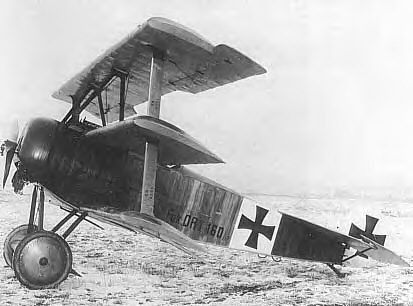
O Fokker Dr.I
utilizado na Primeira Guerra Mundial.

Mais tarde na guerra, depois que o Fokker D.V (o último projeto do designer-chefe anterior Martin Kreutzer), não conseguiu ganhar aceitação com a "Luftstreitkräfte", o governo alemão forçou a Fokker (por sua experiência em produção de aeronaves) e a Junkers (por seu pioneirismo todo em metal técnicas de construção de fuselagem e conceitos avançados de design) para cooperar mais estreitamente, o que resultou na fundação da "Junkers-Fokker Aktiengesellschaft", ou "Jfa", em 20 de outubro de 1917. Como essa parceria provou ser problemática, acabou sendo dissolvida. Até então, o ex-soldador Fokker e o novo designer Reinhold Platz, que havia tomado o lugar do falecido Martin Kreutzer na empresa, havia adaptado alguns dos conceitos de design do Prof. Junkers, que resultaram em uma semelhança visual entre as aeronaves desses dois fabricantes durante a próxima década.
Alguns dos tipos notáveis produzidos pela Fokker durante a segunda metade da guerra, todos projetados principalmente pela "Platz", incluíam o biplano Fokker D.VI, o triplano Fokker Dr.I ou "Dreidecker" (lembrado como uma das escolhas do do Barão Vermelho), o biplano Fokker D .VII (a única aeronave já mencionada diretamente em um tratado: todos os "D.VII" foram escolhidos para serem entregues aos aliados nos termos do acordo de armistício) e o monoplano com asa parasol Fokker D.VIII.

### Atividade aeroespacial
Em 1967, a Fokker criou uma pequena divisão espacial construindo partes de satélites europeus. Um avanço maior ocorreu em 1968 quando a Fokker desenvolveu o primeiro satélite holandês, o ANS em parceria com a Philips e algumas universidades locais. A ele se seguiu um segundo projeto de satélite, o IRAS,  lançado com sucesso em 1983. Em Junho de 1974, a Agência Espacial Européia (ESA) concedeu um contrato para a fabricação de componentes para o Spacelab no qual a Fokker participou.
Na sequencia, a Fokker contribuiu em vários projetos de satélites europeus, assim como para o foguete Ariane nos seus vários modelos. Em conjunto com uma empresa russa, desenvolveu um enorme sistema de paraquedas para os foguetes auxiliares do foguete Ariane 5, para que eles pudessem ser reutilizados.
A divisão espacial se tornou cada vez mais independente, até que, logo antes da falência da Fokker em 1996, ela se tornou uma empresa separada, conhecida sucessivamente por: Fokker Space and Systems, Fokker Space, e Dutch Space. Em 1 de Janeiro de 2006, ela foi adquirida pela EADS-Space Transportation. Hoje em dia, há planos para lançar a versão Fokker 120.

## Aviões Fokker

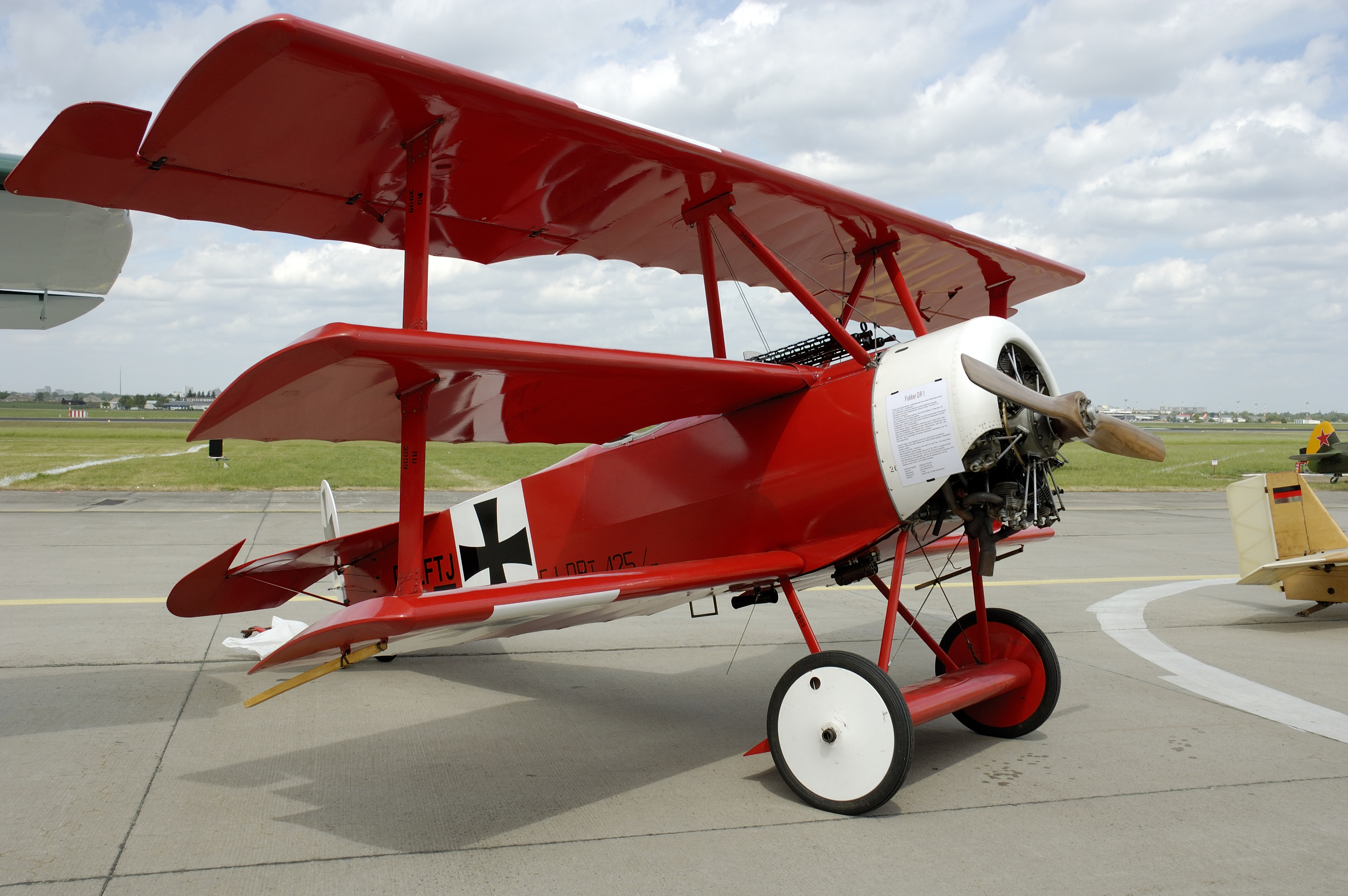
Réplica do Fokker Dr.I do "Barão Vermelho".

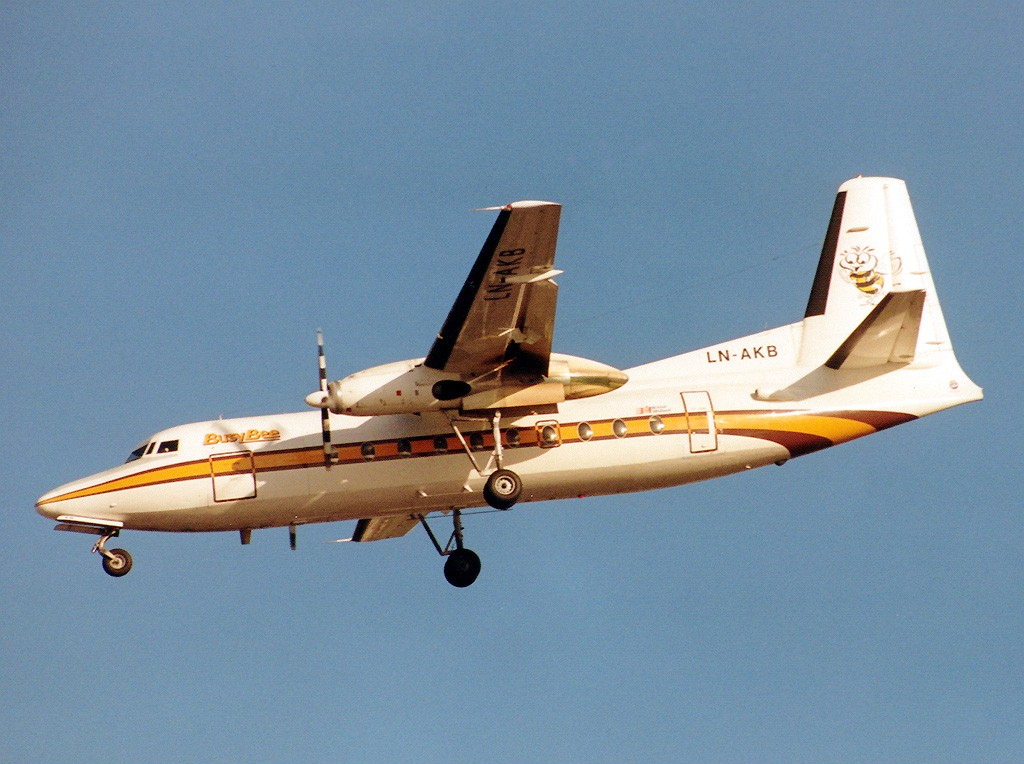
Fokker F27.

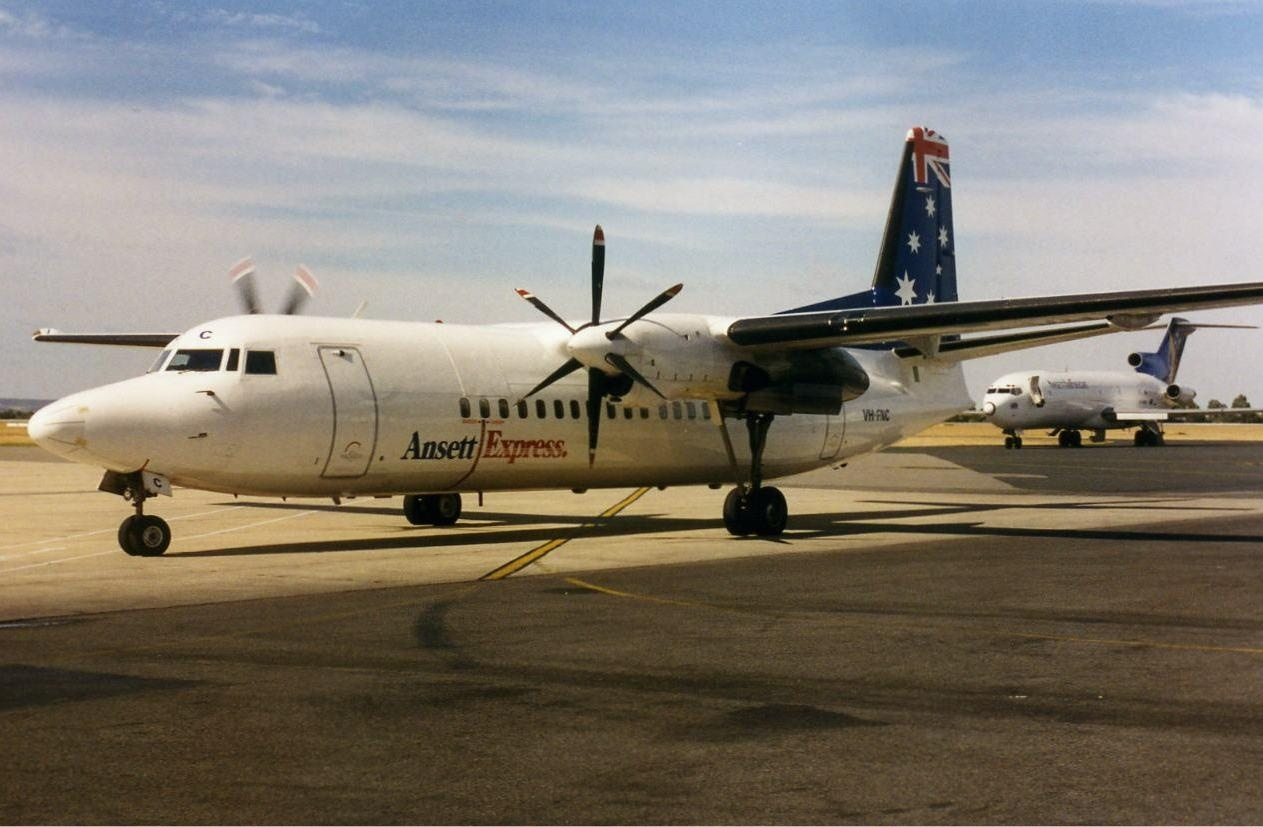
Fokker 50.

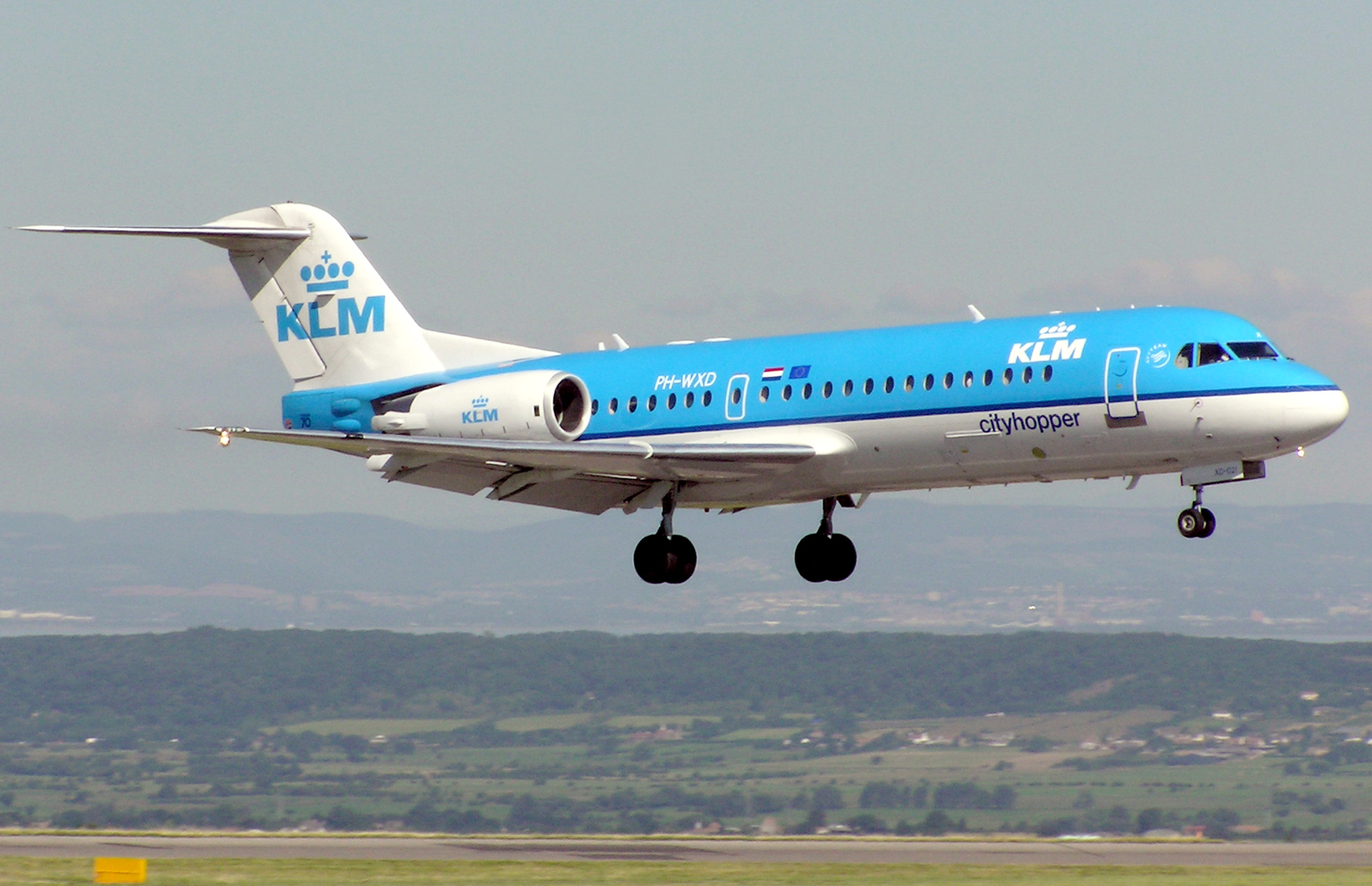
Fokker 70.

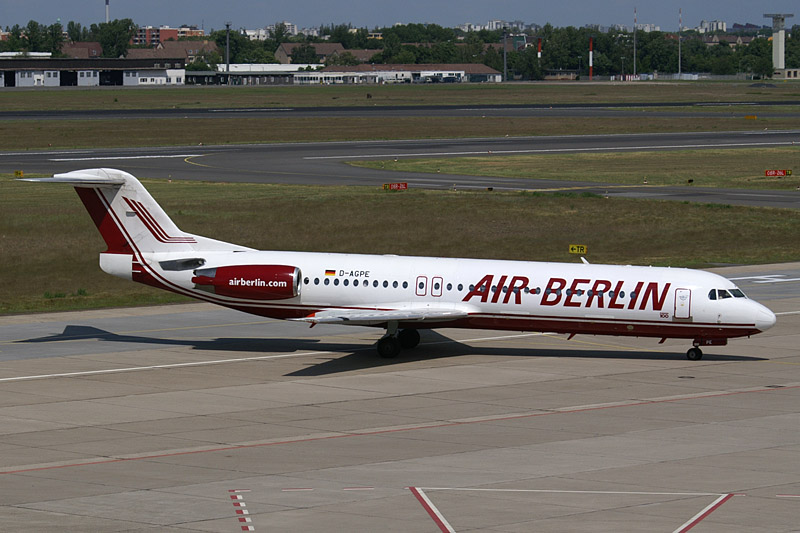
Fokker 100.

### 1912–1918
- Fokker Spin
- Fokker M.1 – M.4 Spin (versão militar)
- Fokker W.1 – W.2
- Fokker A.III (M.5K)
- Fokker A.II (M.5L)
- Fokker M.6
- Fokker B.I (M.10E)
- Fokker W.3
- Fokker W.4
- Fokker A.I (M.8)
- Fokker M.9
- Fokker B.II (M.10Z)
- Fokker Eindecker caças
  - Fokker E.I (M.5K/MG)
  - Fokker E.II (M.14)
  - Fokker E.III (M.14v)
  - Fokker E.IV (M.15)
- Fokker M.16E (protótipo) e M.16Z
- Fokker B.III (M.18Z)
- Fokker D.I (M.18E)
- Fokker D.II (M.17E)
- Fokker D.III (M.19)
- Fokker D.IV (M.21)
- Fokker D.V (M.22)
- Fokker V.1
- Fokker V.2 e V.3
- Fokker V.4
- Fokker F.1 (V.5)
- Fokker Dr.I ('Dreidecker')
- Fokker V.6
- Fokker V.7
- Fokker V.8
- Fokker V.9, V.12, V.14, V.16 e V.33
- Fokker V.10
- Fokker D.VI (V.11)
- Fokker D.VII  (V.13)
- Fokker V.17-V.25
- Fokker E.V/D.VIII (V.26)
- Fokker V.27 e V.37
- Fokker V.28
- Fokker V.29
- Fokker V.30
- Fokker V.31
- Fokker V.34
- Fokker V.35
- Fokker V.36
- Fokker C.I (V.38)

### 1919–1940
- Fokker V.39 and V.40
- Fokker V.42
- Fokker F.I (V.44)
- Fokker C.I
- Fokker F.VI
- Fokker F.II (V.45)
- Fokker F.III
- Fokker F.IV
- Fokker T.II
- Fokker S.I (V.43)
- Fokker D.IX
- Fokker D.X (V.41)
- Fokker S.II
- Fokker B.I
- Fokker C.IV
- Fokker F.V
- Fokker S.III
- Fokker D.XI
- Fokker DC.I
- Fokker T.III
- Fokker B.II
- Fokker F.VII
- Fokker C.V
- Fokker D.XII
- Fokker D.XIII
- Fokker S.IV
- Fokker D.XIV
- Fokker B.III
- Fokker F.VIII
- Fokker T.IV & T.IVa
- Fokker C.VII-W
- Fokker F.XI "Universal"
- Fokker F.XIV
- Fokker D.XVI
- Fokker Model 118
- Fokker F.IX
- Fokker C.VIII
- Fokker C.IX
- Fokker F.XII
- Fokker F.XV
- Fokker F.XVI
- Fokker D.XVII
- Fokker F.XVII
- Fokker F.XXI
- Fokker F.XIX
- Fokker F.XVIII
- Fokker F.XXXVI
- Fokker F.XX
- Fokker C.X
- Fokker F.XXII
- Fokker C.XI-W
- Fokker F.23
- Fokker D.XXI
- Fokker F.37
- Fokker F.40 (Model 160)
- Fokker F.56 (Model 127)
- Fokker Model 132
- Fokker G.I
- Fokker Model 147
- Fokker T.V
- Fokker S.IX
- Fokker T.VI (Model 152)
- Fokker C.IV-W
- Fokker T.VIII
- Fokker D.XXIII
- Fokker F.XXIV (Model 193)
- Fokker T.IX (Model 142)
- Fokker F.60
- Fokker Model 180

### Fokker-Atlantic designs
- Fokker A-2 ambulância
- Fokker AO-1 observação de artilharia e do Atlântico
- Fokker C-2
- Fokker C-5
- Fokker C-7
- Fokker C-14
- Fokker C-15
- Fokker C-16
- Fokker C-20
- Fokker CO-4
- Fokker CO-4 Mailplane
- Fokker CO-8
- Fokker LB-2 bombardeiro leve
- Fokker O-27
- Fokker FLB/PJ (AF.15)
- Fokker PW-5
- Fokker PW-6
- Fokker PW-7
- Fokker RA
- Fokker T-2
- Fokker XA-7 Ataque
- Fokker XB-8 Bombardeiro
- Fokker XJA-1
- Fokker XLB-2 bombardeiro leve
- Fokker B.11 Sport/Trainer
- Fokker F-7
- Fokker F-9 Universal transporte de passageiros e carga
- Fokker F-10
- Fokker F-11
- Fokker F-12
- Fokker F-13
- Fokker F-14
- Fokker F-18 Super Universal transporte de passageiros e carga
- Fokker F-32
- Fokker DH-4M
- Fokker-Hall H-51

### 1945–1996
- Fokker F.25 Promotor
- Fokker S-11 & S-12 Instructor
- Fokker S-13 Treinador Universal
- Fokker S.14 Machtrainer
- Fokker F26 Phantom
- Fokker F27 Friendship
- Fokker F28 Fellowship
- Fokker F.29
- Fokker 50
- Fokker 60 Utilitário
- Fokker 70
- Fokker 80
- Fokker 100
- Fokker 120NG (em desenvolvimento)
- Fokker 130 (estágio conceitual)
- VFW-Fokker/Republic Aviation D-24 Alliance avião VTOL com asa de geometria variável